# Décès en juin 1968
Décès
- 1964
- 1965
- 1966
- 1967
- 1968
- 1969
- 1970
- 1971
- 1972

Pour une information complémentaire, voir la page d'aide.

| Date    | Nom                 | Pays                 | Activités                            | Âge | Source |
| ------- | ------------------- | -------------------- | ------------------------------------ | --- | ------ |
| 15 juin | Rafael León         | Drapeau du Pérou     | Footballeur péruvien.                |     |        |
| 17 juin | José Nasazzi        | Drapeau de l'Uruguay | Footballeur international uruguayen. | 67  |        |
| 17 juin | Alexeï Kroutchenykh | Drapeau de l'URSS    | Écrivain et poète soviétique.        | 82  |        |